# Challenging Impossibility
Pour plus de détails, voir Fiche technique et Distribution.
Challenging Impossibility (« Défier l'impossible ») est un documentaire américain sorti en 2011, qui relate l'odyssée de l'enseignant spirituel Sri Chinmoy, qui, en 1985 à l'âge de 54 ans, commence l'haltérophilie et effectue des démonstrations de force à l'aide de la puissance de la méditation. Ses soulevés sont relatés aux actualités à travers le monde, inspirant chacun à dépasser ses limites personnelles et à abandonner ses concepts de limitation liés à l'âge. Réalisé par Natabara Rollosson et Sanjay Rawal (en), le film fut en sélection officielle 2011 du Festival de Tribeca et la première eut lieu le 22 avril 2011.

## Synopsis
Le sujet de Challenging Impossibility est l'odyssée de Sri Chinmoy, un maître spirituel venu de l'Inde vivre à New York et qui commence à soulever des poids à l'âge de 54 ans. Le film met en images des reportages et des entrevues avec des culturistes, des haltérophiles, des olympiens, et des experts en biomécanique. Le film suit un récit historique qui s'appuie sur une démonstration publique de force que Sri Chinmoy réalise en 2004 à York College (en).
Commençant avec des haltères de base (40 lb, soit 18 kg) en 1985, Sri Chinmoy progresse rapidement pour soulever à l'aide d'une plateforme des voitures, des avions et des éléphants, avec le désir de montrer comment la méditation peut développer la paix intérieure, pouvant se traduire par une force tangible à l'extérieur. Tout au long de son voyage de transcendance de soi, Chinmoy honore et inspire les personnes qui ont élevé l'humanité, en les levant elles-mêmes littéralement au-dessus de sa tête à l'aide d'une autre plateforme, dans un programme intitulé Lifting Up the World with a Oneness-Heart (soulever le monde avec un cœur d'unité,). Depuis sa création en 1987, Sri Chinmoy a soulevé plus de 7 000 personnes, dont Nelson Mandela, Desmond Tutu, Mohamed Ali, Sting, Eddie Murphy, Susan Sarandon, Roberta Flack, Yoko Ono, Jeff Goldblum, et Richard Gere.

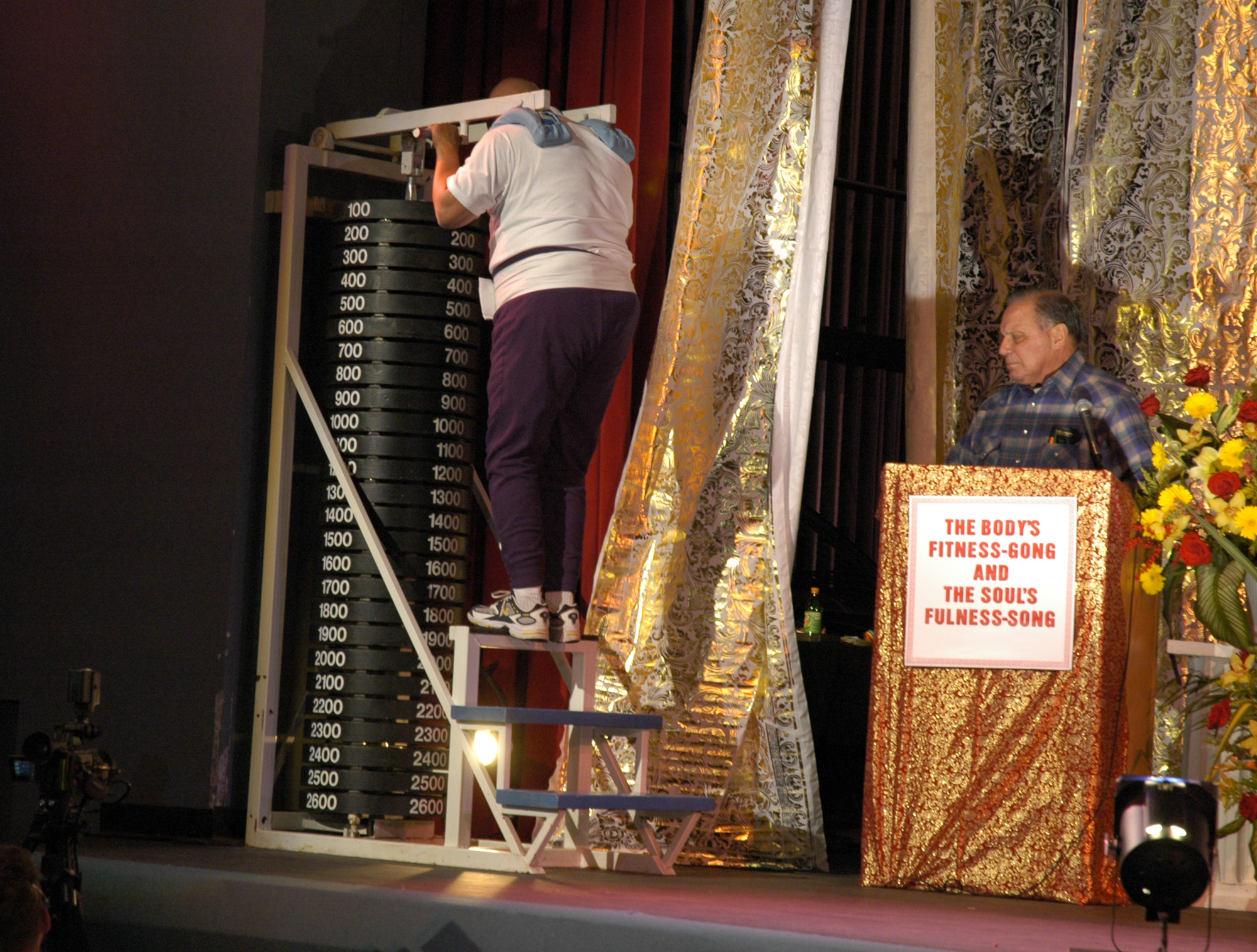
Sri Chinmoy soulève plus d'une tonne en 2004 sous la supervision de Bill Pearl, lors d'une démonstration publique à York College

L'entraînement de Chinmoy culmine quand il organise une manifestation publique de ses exploits de force à l'âge de 73 ans, en présence des experts de la force physique tels que Bill Pearl, cinq fois Mr. Univers, Frank Zane, trois fois Mr. Olympia, Hugo Girard, l'homme le plus fort du monde en 2002 et Carl Lewis, neuf fois médaillé d'or aux jeux olympiques. Dans le film, Carl Lewis décrit comment, lorsque Sri Chinmoy souleve des poids, « C'est comme si la gravité s'arrête ». Les soulevés de Chinmoy sont rapportés dans les journaux télévisés du monde entier tels que CNN, CNN International, ABC, NBC, CBS, Fox, et de nombreuses filiales locales. Chinmoy a effectué ses exploits pour diffuser son message d'harmonie mondiale et de paix intérieure, pour inspirer chacun à dépasser ses limites et à renoncer à ses concepts de limitation liés à l'âge. Notons également les apparitions dans le film de Mikhaïl Gorbatchev, le pape Jean-Paul II, Mère Teresa, et la Princesse Diana.

## Première
Le film est présenté à l'édition 2011 du Festival de Tribeca, à New York, le 22 avril 2011, dans une nouvelle gamme de documentaires courts et inspirants dans lesquels « la pensée positive prévaut ». Lors de la première, Carl Lewis décrit comment Sri Chinmoy l'a encouragé à transcender ses propres limites : « Sri Chinmoy m'a inspiré et a suivi ma carrière, en fait, c'est l'une des rares personnes qui a été à mes quatre jeux Olympiques... quand vous étiez en sa présence, il était toujours positif, vous n'avez jamais rien entendu de négatif, il était toujours à vous inspirer à donner le meilleur de vous-même et à penser aux autres. » Ont également assisté à la première Frank Zane, Hugo Girard, Nadine Tremblay et Wayne DeMilia, qui apparaissent dans le film.

## Exposition
Une exposition de l'équipement d'haltérophilie de Chinmoy qui apparaît dans le film coïncide avec la première du film à Tribeca du 15 avril au 2 mai 2011.
À l'écran apparaissent de nombreuses machines personnalisées, comme la machine à soulever debout à l'aide des mollets (standing calf raise machine), que Sri Chinmoy utilise pour établir un record de levé de 2 400 livres (1 080 kg), « l'équivalent d'un ascenseur rempli de monde ». Parmi ces machines se trouve également l'appareil pour « soulever le monde avec un cœur d'unité », que Sri Chinmoy utilise pour honorer les personnes d'inspiration en les soulevant au-dessus de sa tête à l'aide de cet appareil.